# Freda Payne
Freda Payne är en afroamerikansk sångare inom jazz och soulmusik, född 9 september 1942 i Detroit, Michigan, USA. Hon är syster till Scherrie Payne som var medlem i The Supremes 1973-1977.
Freda Payne skivdebuterade 1962 och släppte singlar utan kommersiell framgång under resten av 1960-talet. 1969 fick hon erbjudande att spela in hos de gamla Motown-låtskrivarna Holland-Dozier-Hollands skivbolag Invictus Records. Hon spelade in deras komposition "Band of Gold" och den blev hennes genombrott och största framgång då den nådde #3 på Billboard Hot 100 i USA och toppade UK Singles Chart våren 1970. Uppföljarsinglarna "Deeper and Deeper", "Cherish What Is Dear to You" och "Bring the Boys Home" (en protestlåt mot Vietnam-kriget) blev mindre framgångar, men sedan tog det stopp. Payne lämnade skivbolaget Invictus 1973 men lyckades aldrig upprepa de kommersiella framgångar hon haft på bolaget. Hennes sista hit fick hon 1977 med discolåten "Love Magnet". 1981 fick hon en egen talkshow i amerikansk TV, Today's Black Woman och hon har även spelat in film. Payne har varit fortsatt musikaliskt aktiv i mindre skala in på 2000-talet.